# ليوناردو موراليس (لاعب كرة قدم أرجنتيني)
ليوناردو موراليس (بالإسبانية: Sandro Leonardo Morales)‏ (11 أبريل 1991 في الأرجنتين - ) هو لاعب كرة قدم أرجنتيني في مركز الدفاع. لعب مع أتلتيكو باتروناتو.

## وصلات خارجية
- ليوناردو موراليس (لاعب كرة قدم أرجنتيني) على موقع قاعدة بيانات كرة القدم.إي يو (الإنجليزية)
- ليوناردو موراليس (لاعب كرة قدم أرجنتيني) على موقع Soccerway.com (الإنجليزية)